# Gösta Westerberg
Gösta Westerberg, född 11 juli 1915, död 11 juli 1959, var en svensk pianist, textförfattare och kompositör av populärmusik. Han var ingenjör och arbetade som tjänsteman på Telegrafstyrelsen, där han som kompositör och kapellmästare stod bakom de återkommande Telerevyerna, tillsammans med kollegan och textförfattaren Eric Sandström.
Tillsammans skrev de, under namnen Jessup och Sandy, Erik och Gösta, samt Tim o tej, flera välkända schlagermelodier och texter, till exempel Jag skall ta morfar med mej ut i kväll och en svensk text till Bjällerklang. Tillsammans med Einar Molin skrev han Det är din dag i dag. Sången Här kommer det en viking från 1947, med text av Eric Sandström, ingick år 1965 i filmen För tapperhet i tält. Barnvisan Världens minsta elefant, också med text av Eric Sandström, har sjungits in av Alice Babs. 